# Steno Marcegaglia
Steno Marcegaglia (San Giovanni Ilarione, 9 agosto 1930 – Milano, 10 settembre 2013) è stato un imprenditore e sindacalista italiano, fondatore della Marcegaglia S.p.A., Cavaliere del Lavoro.

## Biografia
Nato in una famiglia modesta (il padre era un falegname emigrato in Africa), sul finire degli anni 1930 viene mandato a Torino dove frequenta il collegio "Tre Gennaio". Nel 1943 le lezioni della scuola vengono sospese a causa dei bombardamenti.
Nel 1948 si diploma geometra ed inizia a lavorare nell'organizzazione dei contadini Alleanza Contadini come sindacalista nelle vertenze fondiarie.
Si sposa con Palmira Bazzani e ha due figli, Antonio, ad del gruppo, ed Emma, ex Presidente di Confindustria.
Muore nel 2013 all'età di 83 anni in un ospedale milanese, dove era ricoverato a seguito di una caduta e alla conseguente frattura del femore.

### Imprenditore
Nel 1959 a Gazoldo degli Ippoliti, vicino a Mantova, si sviluppa la produzione del "tondino" da forno elettrico, e Steno Marcegaglia ha l'idea di aprire un laboratorio per la produzione di guide per tapparelle, prodotti profilati in acciaio.
Steno Marcegaglia è stato fino alla morte Presidente e Amministratore delegato della sua azienda, Marcegaglia S.p.A., e controllate.

### Rapimento
Il 15 ottobre 1982 Steno Marcegaglia fu vittima di un sequestro di persona. Dopo 51 giorni di prigionia, riuscì a fuggire, vagando nel territorio della prigionia, fra Napoli e l'Aspromonte. Catturato nuovamente dai rapitori, fu successivamente liberato dalla polizia.

## Incarichi
È stato membro del consiglio di amministrazione della Banca Agricola Mantovana.

## Onorificenze
- Nel 1995 medaglia d'oro “Anita Garibaldi”, consegnatagli da Luiz Enrique Da Silveira, governatore dello stato di Santa Catarina (Brasile).
- Nel 2002 è stato insignito della laurea honoris causa in ingegneria dei materiali dal Politecnico di Milano.

## Procedimenti giudiziari
- Il 13 dicembre 2006 il tribunale di Brescia ha condannato in primo grado Steno Marcegaglia, imputato nel processo Italcase-Bagaglino, a 4 anni e un mese per il reato di bancarotta preferenziale e all'interdizione dai pubblici uffici per 5 anni. È stato poi assolto in secondo grado dalla Corte d'Appello di Brescia l'11 maggio 2009[6][7].